# Sinagoga Neologă din Brașov
Sinagoga Beit Israel Brașov, fosta Sinagogă Neologă, este un lăcaș de cult evreiesc din municipiul Brașov, Str. Poarta Șchei nr. 29, în care din 2015 activează o comunitate de rit ortodox. Ea a fost construită între anii 1899-1901, în stil neogotic cu accente maure. Redenumită Beit Israel ("Casa lui  Israel") în octombrie 2014, clădirea a fost inclusă pe Lista monumentelor istorice din județul Brașov din anul 2015, având codul de clasificare  BV-II-m-B-11515.
Cealaltă sinagogă din Brașov, Sinagoga Ortodoxă, construită în anul 1924 în stil maur, se află pe Str. Castelului la nr. 64 și este în prezent nefuncțională.

## Comunitatea evreiască din Brașov
Comunitatea evreilor din Brașov a fost înființată oficial în 1826. Restricțiile impuse de statutele medievale  săsești în privința meseriilor pe care le puteau practica au rămas o vreme un obstacol în calea dezvoltării comunității, dar cu toate acestea numărul evreilor din Brașov a crescut constant, de la 769 în anul 1890, la 6.000 în 1940.
Comunitatea s-a divizat în 1877 într-una de rit ortodox (tradiționalist) și una de rit neolog, fiecare construindu-și propriul lăcaș de cult. Ambele sinagogi există până în prezent.
În  perioada holocaustului, după anii primelor legislații antisemite  începând din 1937 au urmat lunile crâncene ale  guvernului național-legionar, în 1941 sinagoga ortodoxă fiind devastată de legionari. Brașovul nu a fost inclus în  zona cedată Ungariei la Dictatul de la Viena din 1940, rămânând parte din Regatul Român, lucru care i-a scutit pe evreii locali de exterminarea în masă din teritoriile conduse de Horthy și la sfârșit de  Szálasi.
După război o bună parte a evreilor din Brașov a emigrat spre Palestina (din mai 1948, Israel), numărul lor scăzând constant în deceniile regimului comunist, astăzi numărând doar puține sute. În prezent, în fosta Sinagoga Neologă, redenumită Beit Israel, activează o comunitate de rit ortodox, iar fosta Sinagogă Ortodoxă este nefuncțională.

## Istoric

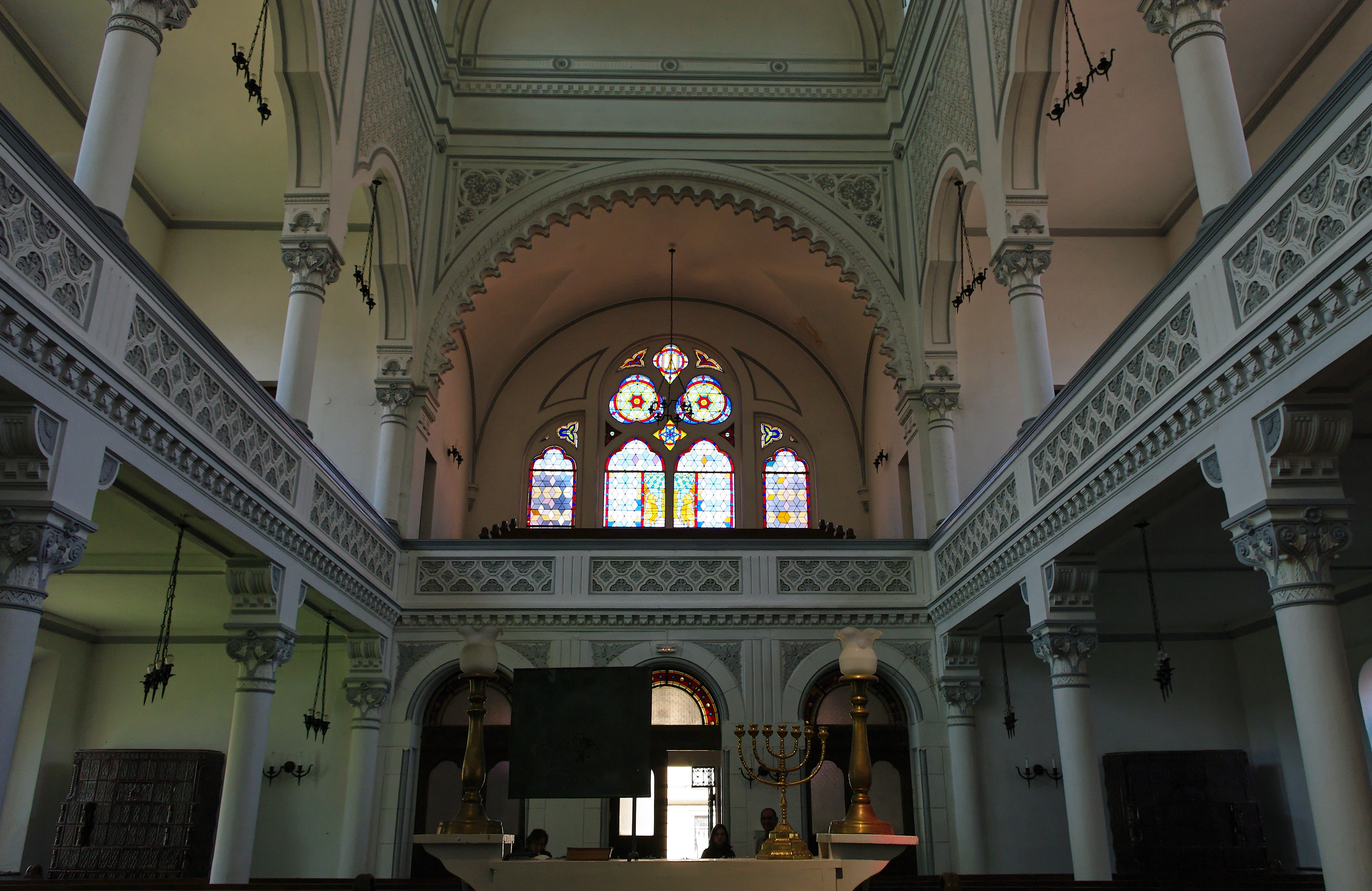
Interiorul sinagogii

Sinagoga Beit Israel din Brașov a fost construită între anii 1899-1901, inițial fiind de rit neolog, după planurile arhitectului maghiar Lipót (Leopold) Baumhorn (1860-1932) și a fost inaugurată la 20 august 1901. Suprafața clădirii este de 657 m².
Stilul de construcție al sinagogii este stilul maur, ea având planul unei bazilici cu trei nave. Sunt prezente elemente decorative gotice (rozete, ancadramentele ferestrelor și porților) și romanice.
Sinagoga a fost renovată în anul 2001, cu ocazia împlinirii a 100 de ani de existență. Întrucât actuala comunitate e mai orientată către ortodoxie decât cea inițială, neologă, bima (podiumul de pe care se citește Tora) a fost mutată din capătul navei către mijlocul ei, iar băncile au fost mutate și la unele s-a renunțat.
Sinagoga este folosită și în prezent în scopuri rituale. Pe lângă sinagogă, comunitatea evreilor din Brașov dispune de un restaurant ritual, un cabinet medical și un serviciu de asistență la domiciliu.
În lista sinagogilor din România publicată în lucrarea Seventy years of existence. Six hundred years of Jewish life in Romania. Forty years of partnership FEDROM – JOINT, editată de Federația Comunităților Evreiești din România în anul 2008, se preciza că Sinagoga Beit Israel din Brașov era în funcțiune. 